# Варениковская
Варенико́вская — станица в Крымском районе Краснодарского края. Административный центр Варениковского сельского поселения. Станица Варениковская находится между двух морей: Чёрного и Азовского. До Анапы, где есть аэропорт, ж/д вокзал и морской порт — 35 километров. Недалеко от станицы расположены следующие города: Темрюк (35 км), Новороссийск (60 км), Славянск-на-Кубани (45 км), Порт Кавказ (переправа в Крым — 100 км), хутор Адагум (7 км), посёлок Красный Октябрь (14 км).

## География
Расположена на левом берегу Кубани, в 35 км северо-западнее города Крымск.

## История

### Новое время
По одной версии станица основана в 1862 году. На немецкой карте Кавказа издания Брюннера 1846 года обозначена как Warennikowa.
По другой версии началом отсчета истории станицы Варениковской стал 1840 год, станица была основана на месте укреплений, входивших в состав Черноморской линии укреплений. Строительством Варениковского укрепления занимался военный гарнизон. 
В 1855 году в ходе Кавказской кампании Крымской войны «Варениковское укрепление» отразило приступ крупного отряда закубанских горцев — союзников Турции (под началом Карабатыра, сына князя Сефер-бея).
После 1860 года началось активное заселение этих земель людьми, что в свою очередь стало причиной образования станицы. Соседняя Темрюкская станица в те времена переименовывалась в уездный город, то есть, кто не желал становиться её гражданами, могли переехать на соседние земли в новую станицу. Государство даже удосужилось выделить под это дело земли. Станица Варениковская стала центром скотоводства и хлебопашества. За счет созданных благоприятных условий проживания, население станицы значительно возросло. В результате укрепление постепенно разрасталось и превратилось в станицу. Полное преобразование в населенный пункт случилось в 1862 году.

### Новейшее время

#### В период Великой Отечественной войны.
Во времена Великой Отечественной войны около 5 тысяч жителей станицы получили повестки и отправились воевать за родину. Во время оккупации немцами станицы Крымской (ныне г. Крымск) в Варениковской был создан партизанский отряд «Ворон», который поддерживал связь с воинскими подразделениями Красной армии. Партизаны стали настоящими помощниками в тылу, которые умело срывали все планы врага, связанные с военной и экономической деятельностью.

### Современный период
В 1940—1953 годах станица являлась центром Варениковского района.
Сегодня Варениковская — административный центр Варениковского сельского поселения. В его состав входят 5 населенных пунктов: станица Варениковская, хутор Школьный, село Фадеево, хутор Свет, поселок Чекон. Станица расположена в 40 км от райцентра — г. Крымска — на левом берегу реки Кубань, на месте слияния ее с Варнавинским сбросным каналом. Жители Варениковской ласково окрестили свою станицу Междуморьем. И это неслучайно, станица действительно находится между Черным и Азовским морями. Население поселения составляет около 16000 человек (2017 г).  В станице проживает много детей, поэтому на территории поселения работает 5 школ. Варениковская станица имеет собственную больницу с разными специалистами. На территории работает несколько библиотек, спортивный комплекс, стадион, 5 детских садов.

## Население
| 1890    | 1939  | 1959    | 1979    | 1999    | 2002    | 2010    |
| ------- | ----- | ------- | ------- | ------- | ------- | ------- |
| 6407    | ↗8667 | ↗10 561 | ↗12 375 | ↗13 769 | ↗14 225 | ↗14 881 |
| 2021    |       |         |         |         |         |         |
| ↗15 385 |       |         |         |         |         |         |

## Герб поселения
Герб языком символов и аллегорий отражает исторические, культурные и экономические особенности сельского поселения. 
Изображение всадника змееборца — Святого Георгия Победоносца символизирует мужество, отвагу. Святой Георгий Победоносец является покровителем станицы Варениковской и именем этого святого назван храм, построенный в станице.
Изображение крепостной стены с зубцами символизирует защиту, надёжность и указывает на Ново-Смолянский редут, который возглавлял черноморский войсковой старшина Алексей Васильевич Вареник. Со временем на месте редута были построены пристань, а позже крепость, названные в честь А. В. Вареника, погибшего в бою с воинствующими горцами. В 1862 году на этом месте образована одноимённая станица, куда переселились казаки Темрюкского юрта.
Изображение якорного креста аллегорически указывает на Варениковскую пристань, благодаря которой укреплялись торговые связи с горцами. Якорный крест символизирует христианство, отвагу, мужество и надежду. 
Грозди винограда указывают на элитные сорта винограда, выращиваемые в уникальном климате, на благодатной земле поселения, а также аллегорически указывает и на предприятия по производству вина.
Зелёный цвет — символ плодородия, гор и лесов, природного изобилия, спокойствия, здоровья и вечного обновления.
Лазоревый (синий) цвет символизирует безупречность, добродетель, возвышенные устремления, волю, чистое небо, а также аллегорически указывает на реку Кубань, Варнавинский канал, реки Шуга и Чекупс.
Золото — символ урожая, богатства, стабильности, уважения и интеллекта, подчёркивает плодородие и достаток Варениковского сельского поселения.
Геральдическое описание герба Варениковского сельского поселения таково: 
«В зелёном поле над золотой зубчатой стеной положенной в опрокинутое стропило, ниже которой поле лазоревое — серебряный Святой Георгий верхом, без шлема, с щитом, обременённым лазоревым древне-якорным крестом с перекрестьем в виде вогнутого ромба, поражающий в пасть серебряным копьем, древко которого завершено державой, и топчущий конем опрокинутого золотого змея с крыльями; вверху по сторонам Святой Георгий сопровожден золотыми гроздьями винограда с листьями».

## Экономика

### Промышленность

#### Пищевая промышленность
Винный завод, принадлежащий компании «Союз-Вино».
ОАО Варениковский элеватор.

#### Промышленность строительных материалов
ООО Варениковский завод строительных материалов.

### Сельское хозяйство.
В Крымском районе, в состав которого входит Варениковское сельское поселение, выращивают зерновые и зернобобовые культуры, овощи, плоды и ягоды, виноград, табак. Площадь сельхозугодий составляет 92,4 тыс. га, из них пашни — 60,9 тыс. га. Производством риса занимаются 5 хозяйств на площади более 2000 гектаров. Более 500 сельскохозяйственных предприятий и фермерских хозяйств.
Молочно-мясное скотоводство, свиноводство, птицеводство, пчеловодство, звероводство. Создаются рыбоводческие хозяйства.

## Туризм
Достопримечательностью станицы является грязевой вулкан Шуго. Он расположен в 5 км к югу от Варениковской, на водоразделе рек Чекупс и Шуго. Это уникальный природный объект с целебной йодобромной грязью, напоминающий с высоты птичьего полета лунный ландшафт. Территория вулкана благоустроена для приема гостей: здесь установлены плавательные бассейны для купания в сероводородной воде, душевые кабины, построена и оборудована смотровая вышка, есть деревянные беседки для отдыха туристов.
После посещения вулкана гостям предлагается отведать травяной чай с медом и кубанскими блинами. У подножия вулкана находится туристический комплекс «Казачья деревня». Он представляет собой казачий курень с хатой, где есть русская печь, а во дворе колодец с журавлем. Гостей встречают казак и казачка в традиционных костюмах. Для туристов есть домики отдыха, есть пешие и автомобильные маршруты.

## Образование
МБОУ СОШ №41 (ул. Красная,74)
МБОУ СОШ №56 (ул. Советская, 42)
МБОУ СОШ №58 (ул. Пушкина, 250)
МБОУ ДОД КДЮСШ "Урожай" (Лермонтова, 160а)
МБОУДОД ДШИ станицы Варениковской (Ленина, 67)

## Культура
МБУ «Дом культуры Варениковского сельского поселения» (ул. Советская, 43).
Дом культуры станицы Варениковской отметил свой 45-летний юбилей в 2019 году[когда?]

. В настоящее время МБоУ «Дом культуры Варениковского сельского поселения» является одним из лучших учреждений культуры Крымского района.

## Религия
В станице находится два православных храма: святого великомученика Георгия Победоносца и святого мученика Иоанна Воина.
В 1868 году в станице был построен Георгиевский храм, в 1888 году существенно перестроен и расширен. По постановлению комиссии по вопросам культов Азово-Черноморского крайисполкома от 17 марта 1937 года храм закрыли и в апреле разрушили до основания. 

## Известные уроженцы
- Воржев Сергей Дмитриевич (1950—2023) — заслуженный художник Российской Федерации.
- Сидоренко Евгений Иванович (род. 1940) — офтальмолог, заслуженный деятель науки Российской Федерации.
- Толмач Яков Данильевич (род. 1832) - урядник, один из первых переселенцев в ст. Варениковская. Станичный Атаман с 1890 г. [17]